# Пять ночей с Фредди (саундтрек)
«Пять ноче́й с Фре́дди» (саундтрек) — оригинальный саундтрек фильма «Пять ночей с Фредди» (2023), основанного на одноимённой игровой франшизе, созданной Скоттом Коутоном.
Саундтрек состоит из партитуры, написанной, сочинённой и спродюсированной братьями Ньютон, и был выпущен вместе с фильмом 27 октября 2023 года на лейбле Back Lot Music.

## Разработка
Сообщалось, что Тайлер Бейтс сочинял музыку к фильму на начальных этапах производства, пока в сентябре 2023 года его не заменили братья Ньютон. Режиссёр Эмма Тамми считала, что музыка тонально сочетается с жуткими и пугающими моментами в фильме, и была написана именно в таком ключе.

## Трек-лист
| №                   | Название                    | Длительность |
| ------------------- | --------------------------- | ------------ |
| 1.                  | «Five Nights at Freddy's»   | 2:16         |
| 2.                  | «Delinquent Notice»         | 1:24         |
| 3.                  | «Mike's Dream Sequence I»   | 1:17         |
| 4.                  | «Mike's Dream Sequence II»  | 1:17         |
| 5.                  | «Aunt Jane»                 | 0:45         |
| 6.                  | «Vanessa»                   | 1:00         |
| 7.                  | «A Way In»                  | 0:45         |
| 8.                  | «Chica's Mischief»          | 0:46         |
| 9.                  | «Foxy Fatality»             | 1:07         |
| 10.                 | «Family History»            | 3:22         |
| 11.                 | «Clean Up»                  | 1:07         |
| 12.                 | «Fuzzy Friends»             | 2:50         |
| 13.                 | «Who Took Garrett?»         | 1:28         |
| 14.                 | «Follow the Yellow Rabbit»  | 1:49         |
| 15.                 | «Fuzzy on the Details»      | 0:59         |
| 16.                 | «Mike's Dream Sequence III» | 5:51         |
| 17.                 | «Vannesa's Past»            | 5:25         |
| 18.                 | «Gear Up!»                  | 0:54         |
| 19.                 | «Abby's in Danger»          | 1:59         |
| 20.                 | «The Yellow Rabbit»         | 2:26         |
| 21.                 | «Now I Kill You»            | 5:14         |
| 22.                 | «Doing Well»                | 2:05         |
| 23.                 | «The Rabbit Lives»          | 1:08         |
| 24.                 | «My Grandfather's Clock»    | 2:48         |
| Общая длительность: | Общая длительность:         | 50:02        |

## Восприятие
Муртада Эльфадл из Variety раскритиковала «громкую и зловещую» музыку, которая в значительной степени была направлена на «создание острых ощущений, которых там просто нет». Фрэнк Шек из The Hollywood Reporter и Тим Гриерсон из Screen International назвали его «забывающимся» и «громким». Критик Los Angeles Times Джен Ямато напротив назвала саундтрек «пульсирующим», а Дэни Кессел Одом из Screen Rant заявил, что саундтрек «усиливает жуткую атмосферу фильма».

## Дополнительная музыка
Помимо партитуры фильма, в фильме звучат следующие композиции, не включённые в основной саундтрек:
- «Video Games» от Ги Буланже
- «Talking in Your Sleep» от группы The Romantics[англ.]
- «Connection[англ.]» от группы Elastica
- «Real Wild Child[англ.]» от Игги Поп
- «Celebration» от группы Kool & the Gang
- «I Wanna Be Down» от Брэнди Норвуд
- «Five Nights At Freddy’s» от группы The Living Tombstone[англ.]